# Oliarus penrissensis
Oliarus penrissensis är en insektsart som beskrevs av Van Stalle 1991. Oliarus penrissensis ingår i släktet Oliarus och familjen kilstritar. Inga underarter finns listade i Catalogue of Life.